# Sandro Zurbrügg
Sandro Zurbrügg, född 21 september 2002, är en schweizisk alpin skidåkare.
Zurbrügg tog silver i storslalom vid olympiska vinterspelen för ungdomar 2020 i Lausanne.